# Пољско просветитељство
Идеје доба просветитељства у Пољској су се развиле касније него у западној Европи, пошто је пољска буржоазија била слабија, а шљахта (племство) култура ( сарматизам) заједно са политичким системом Пољско-литванске заједнице (Златна слобода) у дубокој кризи. Период пољског просветитељства започео је 1730-1740-их година, достигавши врхунац за време владавине пољског краља Станислава II Августа Поњатовског (друга половина 18. века), опао је са Трећом поделом Пољске (1795) – националном трагедијом која је инспирисала кратак период сентименталног писања – и завршио се 1822, замењен романтизмом.

## Историја
Пољско просветитељство, иако је делило многе заједничке квалитете са класичним просветитељским покретима западне Европе, такође се разликовало од њих у многим важним аспектима. Велики део мисли западног просветитељства еволуирао је под опресивним апсолутним монархијама и био је посвећен борби за више слободе. Западни мислиоци су желели Монтескјеово одвајање и равнотежу моћи како би ограничили скоро неограничену моћ својих монарха. Пољско просветитељство се, међутим, развило у сасвим другачијој позадини. Пољски политички систем био је скоро супротан апсолутној монархији: пољски краљеви су били бирани и њихов положај је био веома слаб, са већином овлашћења у рукама парламента (Сејма). Пољске реформе желеле су елиминацију закона који су трансформисали њихов систем у скоро анархију, као резултат злоупотребе гласања консензусом у Сејму (либерум вето) што је паралисало Комонвелт, посебно у време династије Ветин, умањујући Пољску од главног европског играча марионете својих суседа. Дакле, док су људи просветитељства у Француској и Пруској писали о потреби за већом провером и равнотежом својих краљева, пољско просветитељство је било усмерено на борбу против злоупотреба које су проистекле из превише контроле и равнотеже.
Ту разликама није био крај. Грађани и буржоазија доминирали су западним просветитељским покретом, док је у Комонвелту већина реформатора долазила из шљахта (племства). Шлаљта Комонвелта (која чини 10% њеног становништва) сматрала је идеју једнакости једним од темеља своје културе, а реформатори су се борили да је прошире на друге друштвене класе. Верска толеранција је била идеал Шљахте.

### Устав из 1791. године
Идеје тог периода су на крају довеле до Устава од 3. маја 1791. и других реформи (попут стварања Комисије за национално образовање, првог министарства образовања у свету) које су покушале да трансформишу Комонвелт у модерну уставну монархију. Иако су покушаји политичких реформи били осујећени грађанским ратом (Тарговичка конфедерација) и војном интервенцијом суседа Комонвелта, која је завршила поделом Пољске, културни утицај тог периода трејао је дуги низ година у пољској култури.
Идеје пољског просветитељства имале су значајан утицај и у иностранству. Од Барске конфедерације (1768) преко периода Великог Сејма па све до устава од 3. маја 1791. године, Пољска је доживела велики учинак политичког, посебно уставног, писања.
Важне институције просветитељства укључивале су Народно позориште које је 1765. у Варшави основао краљ Станислав II Август Поњатовски; а у области напредног учења: Комисија народне просвете коју је Сејм основао 1773; Друштво за основну књигу ; као и кадетски корпус (витешка војна школа) између осталих. У ширењу поља знања, убрзо након подела, 1800. године, основано је Друштво пријатеља науке. Популарне новине укључивале су Монитор и Zabawy Przyjemne i Pożyteczne (игре пријатне и корисне).

## Значајне личности
- Тадеуш Кошћушко - војни инжењер, државник, револуционар.
- Станислав Лешћински - краљ Пољске, политички активиста, писац (Głos wolny wolność ubezpieczający)
- Станислав Август Поњатовски - краљ, суорганизатор вечера у четвртак, велики присталица уметности и науке у Пољској,

## Архитектура
Центар неокласичне архитектуре у Пољској била је Варшава за време владавине Станислава II Августа Поњатовског. Класицизам је дошао у Пољску у 18. веку. Најпознатији архитекти и уметници који су радили у Пољској били су Доминик Мерлини, Јан Кристијан Камзецер, Шимон Богумил Зуг, Станислав Завадски, Ефраим Шрегер, Антонио Кораци, Јакуб Кубицки, Кристијан Пјотр Ајгнер, Вавржињец Гуцевич и Бертел Торвалдсен.
Прва етапа, названа станиславенским стилом, праћена готово потпуном инхибицијом и периодом познатим као класицизам Конгресног краљевства. Најпознатије грађевине станиславског периода укључују Краљевски замак у Варшави, који су обновили Доминик Мерлини и Јан Кристијан Камзецер, Палата на води, Кроликарниа и палата у Јаблони.

Из периода Конгресног краљевства су Палата Коњецполски и црква Светог Александра у Варшави, Сибилин храм у Пулавима, обнављени замак Ланцут. Водећа личност у Конгресној краљевини био је Антони Кораци. Кораци је направио комплекс Банкског трга у Варшави, зграде Трезора, Приходова и Владине комисије, зграду Сташићеве палате, палате Мостовски и пројектовао Велики театар.
- Палате
- Палата Лазјенки, Варшава, 1764-1795
- Маринкина палата, Пулави, 1790-1794
- Палата Кроликарниа, Варшава, 1782-1786
- Палата Горженски, Добржица, 1795-1799
- Председничка палата, Варшава, 1818
- Сташићева палата, Варшава, 1820-1823
- Палата Мостовски, Варшава, 1823-1824
- Палата Чарторијски, Пулави, 1840-1843

- Градске структуре
- Кућа Дзиалински, Познањ, 1773-1776
- Кућа Збараског, Краков, 1777-1783
- Градска кућа, Сидлце, 1766-1769
- Стражарница, Познањ, 1783-1787
- Велико позориште, Варшава, 1825-1833
- Палата Комисије, Варшава, 1823-1825
- Министарство финансија, Варшава, 1825-1828
- Банка Пољске, Варшава, 1825–28